# Lijst van afleveringen van SpongeBob SquarePants (seizoen 1)
Dit is een lijst van afleveringen van seizoen 1 van SpongeBob SquarePants. Dit seizoen telt 20 afleveringen. De eerste aflevering van dit seizoen werd op 1 mei 1999 in de Verenigde Staten uitgezonden.
| Aflevering (seizoen) | Aflevering (serie) | Uitgezonden in VS | Titel                                                                     | Verhaal |
| -------------------- | ------------------ | ----------------- | ------------------------------------------------------------------------- | --- |
| 1                    | 1                  | 1 mei 1999        | Help Wanted (Hulp gevraagd)                                               | SpongeBob solliciteert bij de Krokante Krab. Om van hem af te komen geeft meneer Krabs hem als initiatieproef een onmogelijke opdracht, namelijk het vinden van een “hydrodynamische spatel met brug- en stuurboordverbinding en turbo-aandrijving”. Kort nadat SpongeBob vertrokken is, wordt de Krokante Krab overspoeld met bussen vol hongerige ansjovissen. Geheel tegen de verwachting in wordt de Krokante Krab door SpongeBob gered, die de spatel gevonden heeft en de hongerige gasten daarmee binnen de kortste keren weet te bedienen. Hij heeft de baan! |
| 1                    | 1                  | 1 mei 1999        | Reef blower (De rifzuiger)                                                | SpongeBob vindt een blaadje op zijn pad. Hij wil dat zijn tuin brandschoon is. Dus pakt hij de rifzuiger, maar blaast het blaadje naar de tuin van Octo. Octo wil ook dat zijn tuin schoon is. Dit veroorzaakt weer heel wat ellende. |
| 1                    | 1                  | 1 mei 1999        | Tea at the Treedome (Op de thee bij Sandy)                                | Sandy is een eekhoorn die op de zeebodem woont, onder een glazen stolp vol lucht. Op een dag nodigt ze SpongeBob uit om bij haar thuis op de thee te komen. SpongeBob is niet bekend met het verschijnsel “lucht” en droogt uit tijdens zijn visite, net als zijn vriend Patrick wanneer die hem probeert te helpen. Ze proberen tegenover Sandy te doen of er niets aan de hand is, maar ze geeft de beide heren uiteindelijk toch een vissenkom met water op hun hoofd, zodat ze in Sandy’s koepelwoning niet meer uitdrogen.                                       |
| 2                    | 2                  | 17 juli 1999      | Bubblestand (Bellenkraam)                                                 | SpongeBob opent een bellenkraam. Patrick komt langs en blaast wat bellen. Het kost 25 cent. Octo besluit om mee te doen, maar hij kan geen grote bellen blazen. SpongeBob laat dan zijn techniek zien. |
| 2                    | 2                  | 17 juli 1999      | Ripped pants (De gescheurde broek)                                        | SpongeBob wil indruk maken op Sandy op het strand en scheurt per ongeluk zijn broek. Hij schaamt zich ontzettend, tot hij beseft dat iedereen het grappig vindt. Hij blijft zijn broek steeds scheuren, maar na een tijdje is de grap leuk geweest. |
| 3                    | 3                  | 31 juli 1999      | Jellyfishing (Kwallenvissen)                                              | SpongeBob en Patrick komen erachter dat Octo net een ongeluk heeft gehad met zijn fiets en dat hij nog moet herstellen. Ze besluiten om hem mee te nemen naar de Kwallenvisvelden, om met hem kwallen te vissen. Jammer genoeg kan Octo het niet waarderen. Tot overmate van ramp wordt hij dan ook nog eens aangevallen door koning Kwal. |
| 3                    | 3                  | 31 juli 1999      | Plankton! (Plankton!)                                                     | Plankton probeert om het geheime recept voor de Krabburgers te stelen, maar Meneer Krabs houdt hem tegen. Die avond probeert Plankton om SpongeBob zover te krijgen dat hij het recept steelt, hij gaat namelijk in SpongeBobs hoofd zitten. Kan SpongeBob het geheime recept uit de handen van Plankton houden? |
| 4                    | 4                  | 7 augustus 1999   | Naughty Nautical Neighbors (Een verre buur is beter dan een goede vriend) | SpongeBob en Patrick spelen een spelletje, ze fluisteren een boodschap in een zeepbel en blazen ze dan naar elkaar. Octo ergert zich eraan en gaat zelf belletjes maken en de opmerkingen daarin zijn beledigend. SpongeBob en Patrick krijgen een enorme ruzie. Ze willen allebei Octo's beste vriend worden, maar dat is wel het laatste wat Octo wil. Hij zorgt ervoor dat SpongeBob en Patrick weer vrienden worden. |
| 4                    | 4                  | 7 augustus 1999   | Boating School (Vaarschool)                                               | Spongebob gaat op vaarles, maar hij is niet zo goed in de praktijk, omdat hij helemaal doordraaft als hij eenmaal achter het stuur zit. Hij vertelt Patrick over zijn probleem en Patrick fluistert door aan SpongeBob wat hij moet doen. Vlak voor de eindstreep realiseert SpongeBob zich dat hij vals speelt en hij draaft weer helemaal door. |
| 5                    | 5                  | 14 augustus 1999  | Pizza Delivery (Pizzabezorging)                                           | Een klant van de Krokante Krab bestelt een pizza en SpongeBob en Octo moeten de pizza gaan bezorgen. Ze raken verdwaald, omdat SpongeBob niet kan varen. Uiteindelijk lopen ze kilometers lang, tot SpongeBob een zwerfkei vindt, ze gaan verder op de zwerfkei naar de klant. |
| 5                    | 5                  | 14 augustus 1999  | Home Sweet Pineapple (Eigen ananas is goud waard)                         | SpongeBobs huis wordt opgegeten. SpongeBob besluit om te verhuizen naar het huis van zijn ouders, maar hij wil eigenlijk niet. Patrick probeert op alle mogelijke wijzen te voorkomen dat hij zijn maatje SpongeBob nooit meer zal zien. Octo bouwt ondertussen een feestje. Als SpongeBob nog een laatste keer kijkt naar daar waar zijn huis ooit heeft gestaan, valt er een traan in de grond. Er groeit een nieuwe ananas en SpongeBob kan gewoon in Bikinibroek blijven wonen.                                                                                   |
| 6                    | 6                  | 21 augustus 1999  | Mermaid Man and Barnacle Boy (Meerminman & Mosseljongen 1)                | SpongeBob en Patrick komen erachter dat hun favoriete televisiesuperhelden, Meerminman en Mosseljongen in een bejaardentehuis wonen in Bikinibroek. Ze proberen de helden over te halen om weer verder te gaan met het bestrijden van misdaad op tientallen manieren. Nee zeggen tegen SpongeBob is misschien wel de lastigste uitdaging die Meerminman en Mosseljongen ooit hebben gehad. |
| 6                    | 6                  | 21 augustus 1999  | Pickles (Augurken)                                                        | Een kieskeurige vis komt naar de Krokante Krab en bestelt een Krabburger. Hij zegt dat er geen augurken in zaten. Als SpongeBob dat hoort, wordt hij gek. Hij vergeet hoe hij een Krabburger moet maken. Lukt het meneer Krabs om SpongeBob weer normaal te maken? |
| 7                    | 7                  | 28 augustus 1999  | Hall Monitor (Klaar-over)                                                 | SpongeBob wordt gekozen tot klaarover bij Vaarschool. Hij verdoet de hele tijd aan het geven van een speech en hij kan niet meer in de praktijk werken. Mevrouw Puff voelt zich schuldig en SpongeBob mag het toch nog een dagje proberen. Na school denkt SpongeBob nog steeds dat hij de klaarover is en hij veroorzaakt een grote ramp in Bikinibroek |
| 7                    | 7                  | 28 augustus 1999  | Jellyfish Jam (Kwallenfeest)                                              | SpongeBob neemt een wilde kwal mee naar huis, en danst met hem de rest van de dag op Eurodance. Wanneer SpongeBob gaat slapen en de muziek uitzet, laat de kwal stiekem andere kwallen binnen, om verder te feesten. SpongeBob doet vergeefse pogingen om het feest te stoppen, en maakt de kwallen razend wanneer daarbij de stereo-installatie sneuvelt. Huisslak Gerrit weet de kwallen echter te kalmeren, waarna Gerrit en SpongeBob de kwallen samen teruglokken naar waar ze vandaan kwamen.                                                                   |
| 8                    | 8                  | 4 september 1999  | Sandy's Rocket (Raket naar de maan)                                       | Sandy maakt een raket en ze wil naar de maan. In de nacht sluipen SpongeBob en Patrick in de raket en vliegen naar de maan, tenminste dat denken ze, want in werkelijkheid storten ze weer neer in Bikinibroek. Ze denken dat ze op de maan zijn en vangen alle inwoners van Bikinibroek. |
| 8                    | 8                  | 4 september 1999  | Squeaky Boots (De piepende laarzen)                                       | Meneer Krabs geeft SpongeBob een paar laarzen, maar ze piepen heel erg en drijven meneer Krabs tot waanzin. Meneer Krabs zoekt een manier om die van die laarzen af te komen. |
| 9                    | 9                  | 11 september 1999 | Nature Pants (KwallenBob)                                                 | SpongeBob besluit dat hij met de kwallen wil gaan leven. Jammer genoeg zijn ze niet zo gastvrij. Als SpongeBob hierachter komt, mist hij zijn vrienden en beseft hij hoe stom hij was geweest om alles op te geven om met kwallen te leven. |
| 9                    | 9                  | 11 september 1999 | Opposite Day (Andersomdag)                                                | Octo wil verhuizen en er komt een makelaar langs. Hij vertelt SpongeBob dat het andersomdag is, zodat SpongeBob hem niet tot last zal zijn. Als Patrick ook weet dat het andersomdag is, breken SpongeBob en Patrick het huis van SpongeBob af, maar omdat Octo niet wil dat zijn buurt slecht overkomt op de makelaar, begint hij het huis weer op te bouwen. SpongeBob en Patrick doen ondertussen alsof zij Octo zijn, precies wanneer de makelaar langskomt. |
| 10                   | 10                 | 18 september 1999 | Culture Shock (Cultuurschok)                                              | Er is een talentenjacht in de Krokante Krab. SpongeBob is de ster van de show, en dat bevalt Octo absoluut niet. |
| 10                   | 10                 | 18 september 1999 | F.U.N. (Plezier)                                                          | Plankton vertelt SpongeBob dat hij gemeen is, omdat hij geen vriend heeft en omdat SpongeBob dat vervelend vindt voor Plankton, worden ze vrienden. Helaas merkt iedereen, behalve SpongeBob, dat Plankton SpongeBob alleen maar gebruikt om het geheime recept te stelen. Meneer Krabs moet tegen SpongeBob vertellen wat Plankton van plan is. |
| 11                   | 11                 | 25 september 1999 | MuscleBob BuffPants (SpongeBob Spierbundel)                               | SpongeBob is zó'n watje, dat hij niet eens kan trainen. Hij bestelt nepspieren om zijn armen sterk te laten lijken. De truck werkt, totdat Sandy SpongeBob inschrijft voor een ankerwerpwedstrijd. SpongeBob moet zijn geheim vertellen. |
| 11                   | 11                 | 25 september 1999 | Squidward the Unfriendly Ghost (Octo, het onvriendelijke spookje)         | SpongeBob en Patrick denken dat ze Octo hebben vermoord, omdat ze een wassenbeeld van Octo kapot hebben gemaakt. Als de echte Octo komt, denken SpongeBob en Patrick dat hij een geest is, mede omdat hij is bedekt met poeder. "Octo's geest" laat SpongeBob en Patrick allemaal klusjes doen voor hem. Uiteindelijk willen ze Octo begraven, maar dan vertelt hij snel dat hij de echte Octo is. |
| 12                   | 12                 | 2 oktober 1999    | The Chaperone (De chaperonne)                                             | Parels vriendje dumpt haar, dus ze neemt SpongeBob naar het schoolbal. Als ze daar eenmaal aankomen, maakt SpongeBob er een drama van. Parel is boos en SpongeBob wordt daardoor verdrietig. Daarover voelt Parel zich schuldig en ze geeft hem nog een kans. Als ze terugkomen bij het huis van Parel en meneer Krabs, laat meneer Krabs SpongeBob zo schrikken, dat hij bevriest. Het blijkt dan dat de SpongeBob in de afleveringen eigenlijk een robot was, die SpongeBob zelf had gemaakt.                                                                       |
| 12                   | 12                 | 2 oktober 1999    | Employee of the Month (Werknemer van de maand)                            | SpongeBob wordt bang dat Octo dit keer de Werknemer van de Maand-prijs zal winnen. Daarom doen hij en Octo hun uiterste best om de andere ervan te weerhouden om te winnen. Als ze eenmaal bij de Krokante Krab zijn, maken ze zoveel Krabburgers dat de Krokante Krab explodeert. |
| 13                   | 13                 | 28 oktober 1999   | Scaredy Pants (Bangbroek)                                                 | SpongeBob wil iedereen in Bikinibroek bang maken, dus hij doet alsof hij De Vliegende Hollander is. Iedereen is bang, maar ze ontdekken al snel dat het SpongeBob is. De echte Vliegende Hollander komt langs om eenie ders ziel te stelen, maar SpongeBob maakt hem bang als hij geen kostuum meer aanheeft, waardoor de hersenen zichtbaar zijn |
| 13                   | 13                 | 28 oktober 1999   | I Was a Teenage Gary (Slakkenleed)                                        | SpongeBob gaat weg en Octo zorgt in de tussentijd voor Gerrit. Octo vergeet echter Gerrit en als SpongeBob terugkomt is hij helemaal uitgehongerd, tenminste, dat denkt SpongeBob. Hij belt een dierenarts en er moet slakkenplasma worden ingespoten. Uiteindelijk moet Octo dat doen en hij steekt per ongeluk in SpongeBobs neus, waardoor hij SpongeSlak wordt. |
| 14                   | 14                 | 31 december 1999  | SB-129                                                                    | Octo vlucht naar de Krokante Krab, omdat hij rustig klarinet wil spelen. Hij sluit zichzelf per ongeluk op in de vrieskast en na 2000 jaar wordt hij ontdekt. Dan maakt hij een reis door de tijd en belandt in het niets. Uiteindelijk komt hij weer gewoon thuis en is alles weer normaal. |
| 14                   | 14                 | 31 december 1999  | Karate Choppers (Broodje Karate)                                          | SpongeBob is verslaafd aan karate, maar meneer Krabs moet er niets van hebben. Hij gaat samen met Sandy naar het park en breekt de hele boel af. Zal meneer Krabs zijn frituurkok ontslaan? |
| 15                   | 15                 | 17 januari 2000   | Sleepy Time (Bedtijd)                                                     | SpongeBob gaat langs bij de dromen van zijn vrienden en hij verpest alle dromen. Dan maken zijn vrienden hem wakker en vertellen hem dat hij niet zomaar bij ieders dromen moet langskomen. |
| 15                   | 15                 | 17 januari 2000   | Suds (Het schuim)                                                         | SpongeBob krijgt de ziekte "het schuim". Hij vertelt Patrick dat hij naar de dokter wil, maar Patrick waarschuwt hem dat het niet leuk is om naar de dokter te gaan. Patrick wordt SpongeBobs dokter. Ondertussen probeert Sandy om SpongeBob mee te nemen naar de dokter. Uiteindelijk gaat SpongeBob alsnog naar de dokter en hij krijgt een goede behandeling. |
| 16                   | 16                 | 14 februari 2000  | Valentine's Day (Valentijnsdag)                                           | SpongeBob en Sandy hebben voor Patrick een groot cadeau, maar het plan mislukt. SpongeBob geeft Patrick dan een vriendelijke handdruk in plaats van zijn echte cadeau. Patrick wordt heel erg boos, omdat hij geen groot cadeau heeft gekregen. Sandy komt echter alsnog met het cadeau en SpongeBob en Patrick worden weer vrienden. |
| 16                   | 16                 | 14 februari 2000  | The paper (Het papier)                                                    | Voor Octo is het een waardeloos stukje papier, maar SpongeBob kan zich er heel erg goed mee vermaken. Octo ergert zich ontzettend aan hem, maar wil uiteindelijk ook het stukje papier. Wat heeft Octo wel niet allemaal over voor een waardeloos stukje papier? |
| 17                   | 17                 | 15 maart 2000     | Arrgh!                                                                    | SpongeBob, Patrick en meneer Krabs spelen een bordspel. Meneer krabs vindt het zo leuk dat hij echt op zoek wil naar de schat. Na een aantal stomme foutjes ("Oost? Ooh... Ik dacht dat je zei Woost" (waarmee hij bedoelt: west)), willen ze opgeven, maar dan vinden ze alsnog de schat. |
| 17                   | 17                 | 15 maart 2000     | Rock Bottom (Wachten op de bus)                                           | SpongeBob en Patrick gaan op de verkeerde bus en ze rijden naar het plaatsje "Rock Bottom". Patrick kan al vrij snel terug, maar SpongeBob krijgt die bus maar niet te pakken. Hoe komt hij uiteindelijk toch weer in Bikinibroek? |
| 18                   | 18                 | 22 maart 2000     | Texas                                                                     | Sandy heeft heimwee, ze wil terug naar Texas. SpongeBob wil echter absoluut niet dat ze gaat. Hij probeert om Sandy zó boos te maken, dat ze hem achtervolgd naar de Krokante Krab, waar hij een feestje heeft georganiseerd voor haar. Dan beseft Sandy zich dat ze al thuis is, omringd door vrienden. |
| 18                   | 18                 | 22 maart 2000     | Walking Small (Kleintje)                                                  | Plankton wil nog een Maatemmer bouwen op het strand van Bikinibroek. Hij misbruikt SpongeBob door hem te leren hoe hij zijn zin kan krijgen als hij assertief is, maar SpongeBob realiseert zich wat hij heeft gedaan en zorgt ervoor dat iedereen weer terugkomt; Planktons plan mislukt. |
| 19                   | 19                 | 1 april 2000      | Fools in April (1 april)                                                  | SpongeBob haalt een paar kleine 1-aprilgrapjes uit ("Je vroeg om een paar ijsklontjes, en ik heb er maar een in gedaan!"). Octo kan dit alleen niet waarderen en hij haalt een gemene grap uit met SpongeBob. SpongeBob loopt huilend weg, omdat hij zo is vernederd. Dan moet Octo iets heel erg moeilijks doen: zijn excuses aanbieden. |
| 19                   | 19                 | 1 april 2000      | Neptune's Spatula (De spatel van Neptunus)                                | SpongeBob en Patrick zijn in het Frituurkokmuseum en SpongeBob trekt een legendarische spatel uit een emmer vol vet. Degene die de spatel uit het vet kreeg, zou voor altijd voor Neptunus moeten koken. Neptunus en SpongeBob gaan een wedstrijd aan, wie kan er als eerst 1000 Krabburgers maken? Neptunus wint, maar die Krabburgers die hij heeft gemaakt zijn smerig. SpongeBob, die er maar een heeft gemaakt, denkt dat hij weg moet, maar zijn Krabburger is met liefde gemaakt en daardoor is de Krabburger erg lekker.                                      |
| 20                   | 20                 | 8 april 2000      | Hooky (Haken)                                                             | Meneer Krabs waarschuwt iedereen voor de haken die er in de buurt van Bikinibroek zijn. Patrick denkt echter dat het een kermis is en samen met SpongeBob maakt hij heel wat ritjes. Meneer Krabs waarschuwt SpongeBob nogmaals, maar die luistert niet. De dag daarna gaat SpongeBob toch weer op een haak zitten en dan laat de haak niet meer los. |
| 20                   | 20                 | 8 april 2000      | Mermaid Man and Barnacle Boy II (Meerminman & Mosseljongen 2)             | SpongeBob wint een speciale schelp waarmee hij zijn superhelden kan roepen, maar hij misbruikt hem. SpongeBob gebruikt hem namelijk al voor kleinigheden, zoals het openmaken van een pot mayonaise. |